# Tidda
Tidda est une commune algérienne, située dans la wilaya de Tiaret. 

## Toponymie
Tidda est en langue berbère le pluriel du singulier Tiddi qui signifie : hauteur, Tidda signifie donc "un lieu sur les hauteurs d'une vallée".

## Géographie
La commune fut créée en vertu du découpage administratif de 1984, elle a une superficie d'environ 105,78 kilomètres carrés avec une population, estimée selon le recensement de 2008 (RGPH), à 3697 habitants, réparties entre 3149 habitants du chef lieu, 513 habitants dans des zones éparses et 35 nomades.